# Краснушка (иконопись)

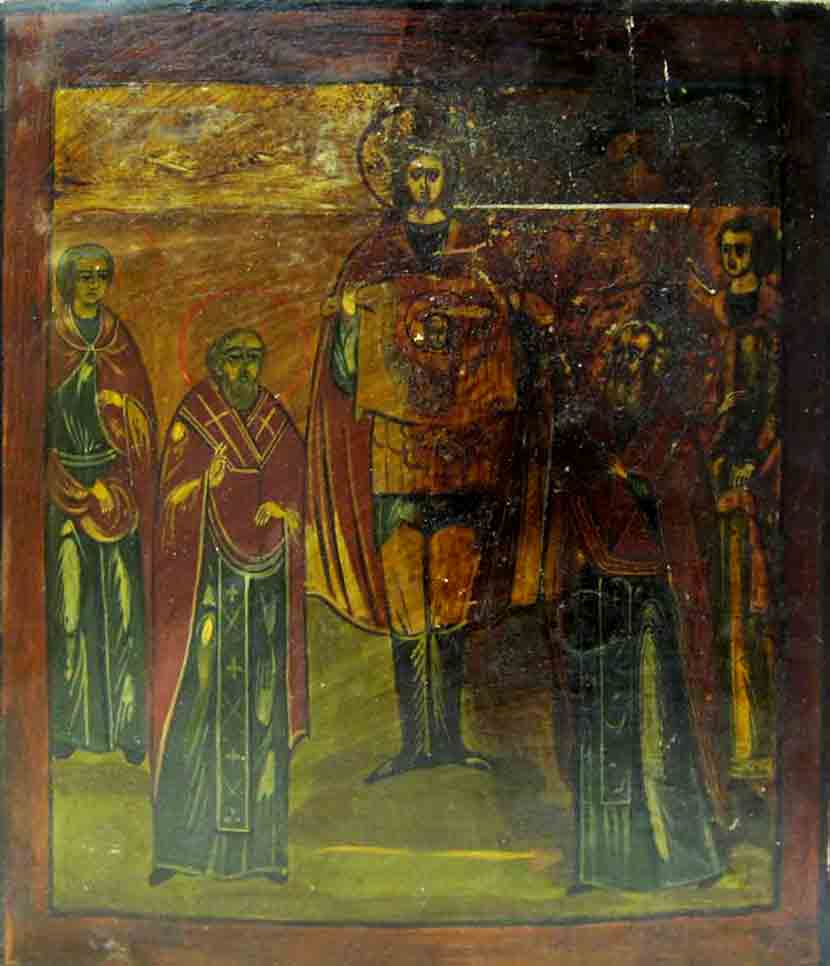
Краснушка (конец XIX века)

Краснушка — примитивная икона, одна из форм народного прикладного искусства. Фоны такой иконы или облачение персонажей на ней часто выполнялись красно-коричневой краской (чаще охрой) с прорисовкой изображений черными контурами. В отличие от подокладницы изображения сделаны полностью, включая надписи. Является профессиональным термином русских иконописцев. По другой версии — подокладная икона, у которой тщательно выписаны только части, видные из-под оклада. Подобный жанр народной иконописи существует с конца XVII века.
Подобные краснушкам иконы писали непрофессионалы (ямщики, гончары, плотники) в свободное от основной работы время, изображая при этом не классические сюжеты, а народный фольклор, основанный на народных представлениях о Христе, Богоматери, апостолах, библейских героях и местных святых, а также легендах, преданиях и бывальщинах.
Для народной иконы характерны условность форм, упрощенная технология изготовления иконы и техника письма, ограниченное количество красок.
Слово краснушка вошло в воровской словарь, где им определяли икону, написанную в конце XIX — начале XX века.

## Типы самодельных икон
Кроме краснушек народные иконы называли «чернушками», «полосатыми», «щепными» (или лубочными), «малеванными».

#### Чернушки
В изображении икон «чернушек» преобладал, в основном, черный цвет.

#### Полосатые иконы
В так называемых «полосатых» иконах фоны выполнялись в два цвета: верхняя часть светлой краской, которая изображала небесный мир, а нижняя часть — темной, олицетворявшей наш, земной мир.

#### Щепные иконы
Для «щепных» икон бралась тонкая плоская дощечка, чаще кусок луба, отчего существует другое их название — «лубочные». Дощечка слегка грунтовалась, после чего на ней писались лики Христа, Богоматери или Николы Чудотворца (другие святые на подобных щепных иконах не встречаются). Фон покрывался окладом из фольги с просечным и тисненым узором, иногда с росписью. Икона вставлялась в застекленный киот.

#### Малёванные иконы
«Малеванные» иконы создавались малярами-артельщиками, ходившими по деревням и расписывавшими стены и потолки крестьянских горниц. На «малеванных» иконах святые изображались так же, как в настенных росписях — среди пышных деревьев и цветов гуляют нарядные персонажи в богатых нарядах, нередко заимствованных с лубочных картинок. Многие артели приходили с Урала, но во многих деревнях славились и свои, местные, артельщики.

## Распространение
Преимущественно подобные самодельные иконы создавали в Сибири, за недостатком «нормальных» икон. Существует предположение, что народные иконописцы пользовались такой странной для иконописи палитрой из-за отсутствия или дороговизны традиционных красок, поскольку позолота была дорогой, и приходилось пользоваться той палитрой, что имелась под рукой.